# ユダヤ人大富豪の教え
ユダヤ人大富豪の教え（ゆだやじんだいふごうのおしえ）は、本田健によって書かれた本。

## 概要
2003年6月に大和書房より出版される。
日本人の若者と老人のユダヤ人大富豪のやり取りを通じて、幸せな成功とは何かを考えさせる。
金を含めて物事とは追いかければ追いかけるほど遠のくのが世の常。こういったことをユダヤ人の商売人は歴史の中で押さえていることが分かる。
人脈を築くことを求めている人は即効性を求めているがこれは無理なこと。異業種交流会で著名人との名刺交換に勤しむ人がいるが、これでは本当の人脈は築けない。本来の人脈は努力して構築するものではない。交流会に参加している人のほとんどは仕事のための売り込みになっているため、建設的にならず得るものは無い。善意の搾取であるとする。
2006年6月、オーディオブックが出版される。
2017年6月、100万部を突破する。